# 広島市立広島特別支援学校

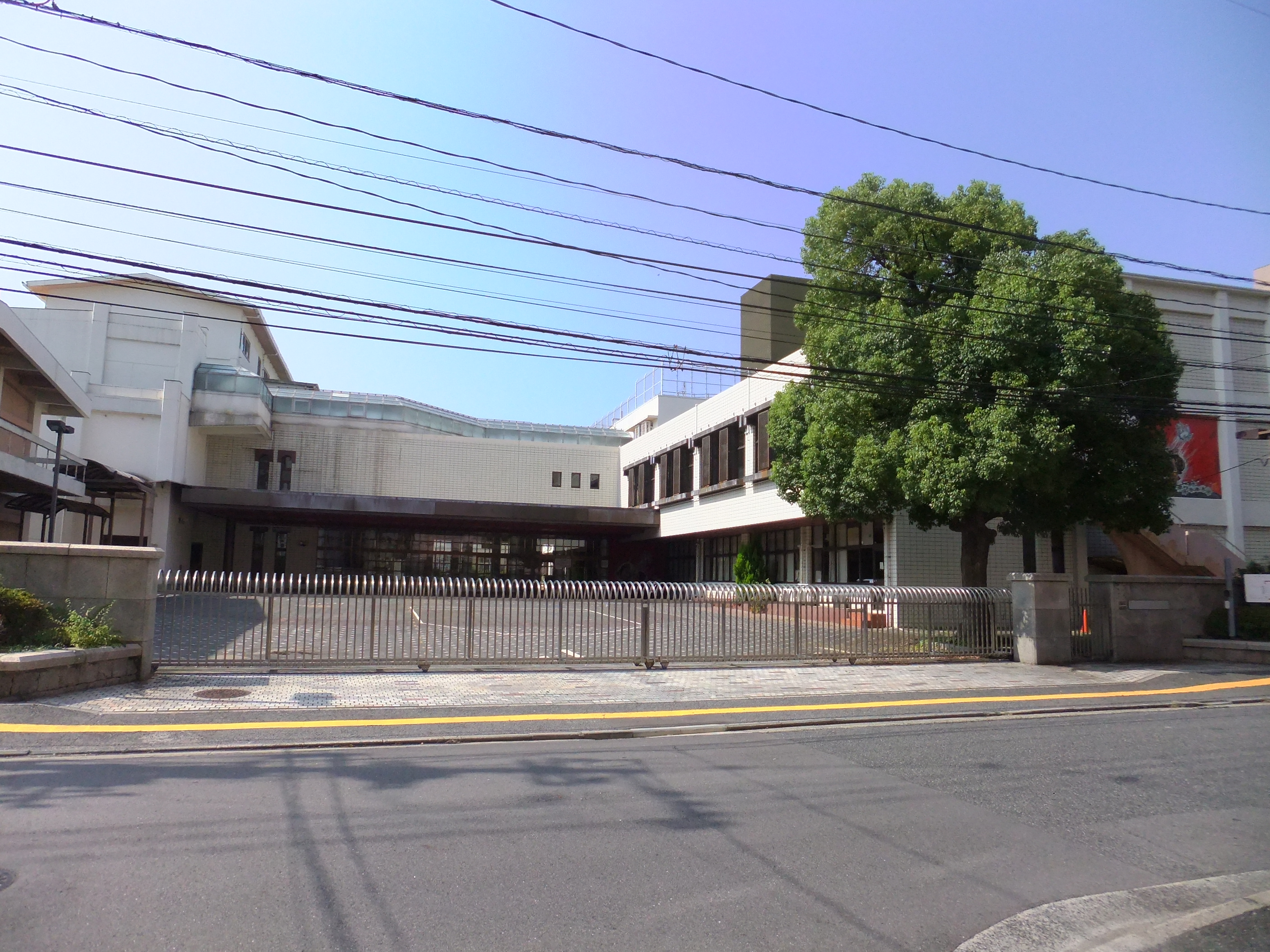
旧校舎

広島市立広島特別支援学校（ひろしましりつ ひろしまとくべつしえんがっこう）は、広島県広島市南区にある市立特別支援学校。2012年9月に現在広島市立広島みらい創生高等学校の校舎中区大手町から南区出島に移転。

## 所在地
- 広島県広島市南区出島4丁目1番1号

旧所在地
- 広島県広島市中区大手町4丁目4番4号

## 学部
- 小学部
- 中学部
- 高等部

## 沿革
- 1983年（昭和58年）4月1日 - 開校。
- 1993年（平成5年）4月1日 - 高等部を設置。
- 2007年（平成19年）4月1日 - 校名を「広島市立広島養護学校」から「広島市立広島特別支援学校」に名称変更。
- 2012年（平成24年）9月1日 - 広島市中区大手町から広島市南区出島に移転・開校。